# Phaseolus wrightii
Phaseolus wrightii är en ärtväxtart som beskrevs av Asa Gray. Phaseolus wrightii ingår i släktet bönor, och familjen ärtväxter. Inga underarter finns listade i Catalogue of Life.